# Myscelus belti
Myscelus belti es una especie de mariposa de la familia Hesperiidae que fue descrita por Frederick DuCane Godman y Osbert Salvin, en 1879, a partir de ejemplares procedentes de Nicaragua y Guatemala.

## Descripción
Envergadura del ala anterior de 28 mm, con el anverso alar teñido de una coloración naranja oscuro uniforme a naranja rojizo intenso o rojo hasta el ápice; presenta manchas hialinas sobre las alas y anverso amarillento con marcas o bordes negruzcos.

## Distribución
Myscelus belti tiene una distribución restringida a la región Neotropical y ha sido reportada en México, Guatemala, Nicaragua Costa Rica, Panamá, Colombia y Venezuela.

## Plantas hospederas
Las larvas de M. belti se alimentan de plantas de las familias Meliaceae, Loganiaceae. Entre las plantas hospederas reportadas se encuentran Guarea glabra, Guarea rhopalocarpa, Strychnos guianensis, Guarea montana, Guarea megantha, Trichilia adolfi, Trichilia hirta, Trichilia martiana, Trichilia pallida, Trichilia quadrijuga.